# Dance Flick – Der allerletzte Tanzfilm
Dance Flick – Der allerletzte Tanzfilm ist eine US-amerikanische Tanzfilmparodie aus dem Jahre 2009. Regie führte Damien Dante Wayans, einem Neffen der Wayans Brüder, von denen Marlon, Keenen Ivory und Shawn das Drehbuch schrieben.

## Handlung
Megan White, ein weißes Mädchen aus einem bevorzugten Vorort, träumt davon, zur Juilliard School zu gehen und Balletttänzerin zu werden. Während sie vortanzt, erleidet ihre Mutter einen tödlichen Autounfall.
Megan gibt daraufhin ihren Traum einer Tanzkarriere auf und zieht zu ihrem Vater in die Großstadt. Dort schreibt sie sich an der Musical High ein, wo sie in der Afroamerikanerin Charity und deren Bruder Thomas Uncle neue Freunde findet. Diese tanzen, neben ihrer Ausbildung, außerdem in einer Streetdance-Gang. Thomas und Megan verlieben sich trotz der sozialen Unterschiede ineinander. Er bewegt sie dazu, wieder zu tanzen. Gemeinsam stellen sie die ultimative Tanzgruppe zusammen, um bei einem lokalen Tanzwettbewerb 5.000 US-Dollar zu gewinnen.

## Hintergründe
Dance Flick hatte Produktionskosten von geschätzten 25 Millionen US-Dollar. In den Kinos der USA spielte er ungefähr 25,6 Millionen US-Dollar ein.
In Deutschland lief der Film ab dem 3. September 2009 im Kino. Am 21. Januar 2010 erschien der Film auf DVD.

## Kritiken
Der Film erhielt eher negative Kritik. Auf der englischsprachigen Kritikseite Rotten Tomatoes erreichte der Film einen Anteil von nur 18 % positiver Wertungen, bei einer durchschnittlichen Bewertung von 3,6/10.

„Die Handvoll Momente, in denen "Dance Flick" lustig ist, sind die Parade von Stereotypen, Gemein- und Dummheiten, die der Zuschauer auf dem Weg dorthin durchleiden müsste, einfach nicht wert. Wer die einschlägigen Tanzfilme nicht in- und auswendig kennt, wird eh nicht viel zu Lachen haben. Und auch Tanzfilmliebhaber sollten sich aufgrund der schlechten Choreographien ihr Geld für ein Kinoticket ebenso sparen. Der deutsche Untertitel macht es überdeutlich: "Dance Flick – Der allerletzte Tanzfilm" ist in der Tat das Allerletzte.“

„Dieses magere Grundgerüst populärer Tanzfilme dient zum Anlass, um die Genre-Parodie mit HipHop, Ballett und Tanzschul-Klischees vollzustopfen. Dabei suchen die Macher der "Scary Movie"-Reihe ihr Heil in hemmungsloser Übertreibung und produzieren lediglich ermüdende Langeweile auf unterstem Kalauer-Niveau.“